# Église Saint-Jean-Baptiste de Matour
 (mars 2025).
Si vous disposez d'ouvrages ou d'articles de référence ou si vous connaissez des sites web de qualité traitant du thème abordé ici, merci de compléter l'article en donnant les références utiles à sa vérifiabilité et en les liant à la section « Notes et références ».
L'église Saint-Jean-Baptiste est une église située sur le territoire de la commune de Matour, dans le département français de Saône-et-Loire et la région Bourgogne-Franche-Comté.

## Historique
L'église, implantée sur la place principale du bourg, a été construite entre 1863 et 1868 d'après des plans de l’architecte mâconnais André Berthier, en raison de la vétusté et de l’exiguïté de l’église antérieure (édifice qui dépendait avant 1789 de l'archiprêtré de Bois-Sainte-Marie). Cet ambitieux projet impliqua le remodelage complet de la place, la reconstruction du presbytère ainsi que la translation du cimetière. 
Un escalier latéral fut ajouté en 1869.
En 1852, l’abbé Charles-François Lavenir avait fait un legs testamentaire à la fabrique pour les sculptures. Vingt-et-un ans plus tard, en 1873, l’abbé Buy fit un legs pour le maître-autel et les fonts baptismaux.
Le clocher de l'église a été foudroyé le 4 août 1910.

## Description
L’église (qui, bâtie selon un axe nord-sud, est désorientée) se compose d’une nef de cinq travées flanquée de collatéraux, d’un transept saillant et d’un chœur à déambulatoire (sans chapelles rayonnantes) ceint de douze colonnes à chapiteaux sculptés.
L'église se caractérise par un massif clocher-porche, de même largeur que la nef et orné d’une grande rosace. Dans les compartiments latéraux qui le flanquent se trouvent la chapelle des fonts baptismaux et un escalier d’accès à la tribune et au clocher.

## Culte
Édifice consacré du diocèse d'Autun relevant de la paroisse des Saints-Apôtres-en-Haut-Clunisois (siège à Matour) – qui en est affectataire au titre de la loi de 1905 –, l'église de Matour est un lieu de culte catholique.